# گونار ستروال
گونار ستروال (انگلیسی: Gunnar Setterwall؛ زاده ۱۸ اوت ۱۸۸۱ درگذشته ۲۶ فوریهٔ ۱۹۲۸) یک تنیس‌باز اهل سوئد بود.